# Polska na Halowych Mistrzostwach Europy w Lekkoatletyce 2009

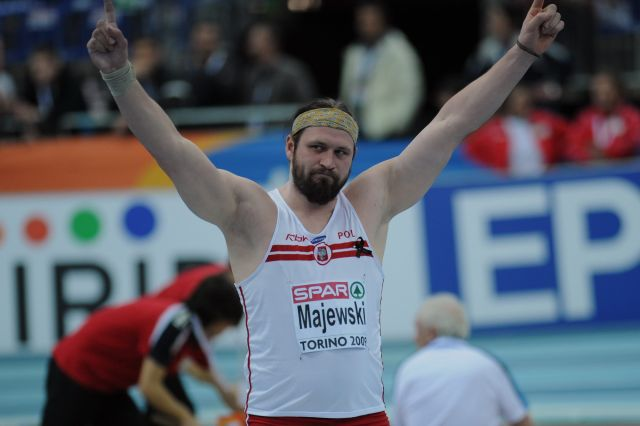
Tomasz Majewski świętujący złoty medal

Polska na Halowych Mistrzostwach Europy w Lekkoatletyce 2009 – reprezentacja Polski podczas zawodów liczyła 24 zawodników, którzy zdobyli trzy medale w tym jeden złoty.

## Rezultaty

### Mężczyźni
- Bieg na 60 metrów
  - Dariusz Kuć – zajął 6. miejsce
  - Jacek Roszko – odpadł w eliminacjach (25. miejsce)

- Bieg na 400 metrów
  - Jan Ciepiela - odpadł w półfinale (7. miejsce)
  - Piotr Klimczak - odpadł w półfinale (11. miejsce)

- Bieg na 800 metrów
  - Marcin Lewandowski – zajął 6. miejsce
  - Adam Kszczot – zajął 4. miejsce
  - Paweł Czapiewski – odpadł w eliminacjach (14. miejsce)

- Bieg na 1500 metrów
  - Łukasz Parszczyński – odpadł w eliminacjach (14. miejsce)

- Skok wzwyż
  - Sylwester Bednarek - odpadł w eliminacjach (14. miejsce)

- Skok o tyczce
  - Łukasz Michalski – zajął 6. miejsce
  - Mateusz Didenkow – odpadł w eliminacjach (11. miejsce)
  - Adam Kolasa – odpadł w eliminacjach (17. miejsce)

- Skok w dal
  - Marcin Starzak – zajął 3. miejsce

- Pchnięcie kulą
  - Tomasz Majewski – zajął 1. miejsce

- Sztafeta 4 × 400 metrów
  - Jan Ciepiela
  - Marcin Marciniszyn
  - Jarosław Wasiak
  - Piotr Klimczak
  - Marcin Sobiech - rezerwowy, ostatecznie nie wystartował
  - Rafał Wieruszewski - rezerwowy, ostatecznie nie wystartował

Sztafeta 4 × 400 zajęła 3. miejsce

### Kobiety
- Bieg na 1500 metrów
  - Lidia Chojecka – zajęła 7. miejsce

- Bieg na 3000 metrów
  - Lidia Chojecka – nie ukończyła biegu półfinałowego

- Skok wzwyż
  - Kamila Stepaniuk – zajęła 8. miejsce

- Skok o tyczce
  - Joanna Piwowarska – zajęła 7. miejsce

- Skok w dal
  - Joanna Skibińska – zajęła 8. miejsce

- Trójskok
  - Joanna Skibińska – odpadła w eliminacjach (16. miejsce)

- Pięciobój
  - Kamila Chudzik – zajęła 11. miejsce
  - Karolina Tymińska – zajęła 5. miejsce